# 서영재
서영재(徐永在, 1995년 5월 23일~)는 대한민국의 축구 선수로 포지션은 수비수이다.이다. 현재 당진시민축구단에서 활동하고 있다.

## 국가대표
- 2014년 AFC U-19 챔피언십 국가대표
- 2015년 하계 유니버시아드 남자 축구 국가대표